# Carles Hac Mor
Carles Hernández i Mor, més conegut pel seu nom artístic Carles Hac Mor (Lleida, 26 de novembre de 1940 - Sant Feliu de Guíxols, 27 de gener de 2016), fou un escriptor català.
Conreà gèneres d'invenció personal, com ara l'escalaborn, la paraparèmia i l' hiposeptimí. Del 1973 al 1975 practicà l'art conceptual amb el Grup de Treball. Durant els anys setanta i vuitanta cofundà les revistes d'art i poesia Tecstual, Ampit i L'avioneta, i n'impulsà d'altres. Col·laborà en realitzacions cinematogràfiques i en nombroses revistes, com també als diaris El País i Diari de Barcelona. Va obtenir el Premi Espais a la Crítica d'Art 1988 i el Premi Joan Fuster d'assaig de 1998 i va escriure centenars de textos per a catàlegs d'exposicions i practicà l'acció artística (happening o performance).

De la diversitat de gèneres que practicava, ell comentava:
És una dispersió molt aparent. A més de poesia he escrit assaig, textos sobre artistes... ¿Però realment és assaig o crítica? O és poesia, o una mena de poesia teòrica. La meva dita novel·la La fi del món és més aviat una antinovel·la. Potser la gent que diu que jo no faig poesia tenen raó i és antipoesia. L'antipoesia també és poesia, tot i que tampoc s'ha d'institucionalitzar l'anti.

## Obres[5][6]
(relació no exhaustiva)

### Poesia
- Tu'm és no'ms. Desig-enuig. Escalaborns, prosopoesia (Barcelona: Publicacions "Tecstual", 1977)
- Si la lluna és un gorg, Foc Nou 8 (Tarragona: Edicions Epsilon, 1978)
- Anar i tornar, coescrit amb Eugènia Balcells (Barcelona: Empòrium, 1979)
- Agoc (Barcelona: Edicions Textual, 1981)
- De tranuita (Barcelona: Albert Ferrer editor, "Cobalt", 1983)
- Vicissituds, amb gravats de Jaume Ribas (1988)
- La mà a l'ombra, amb il·lustracions de Jordi Aligué (Barcelona, 1990)
- Un pedrís de mil estones coescrit amb Ester Xargay (Tarragona: Edicions El Mèdol, 1992)
- S'ha rebentat l'hospici, Jardins de Samarcanda 1 (Vic/Barcelona: Cafè Central i Eumo Editorial, 1992)
- Òrsides i fems (Barcelona: Cafè Central, 1993)
- El desvari de la raó (Barcelona: Editorial Empúries, 1995)
- Delit (Barcelona: Ramon Salvo Edicions, 1995) - plaquette, reeditat dins Hi ha un diari sota l'estora.
- Epítom infra nu o no: ombres de poemes de Marcel Duchamp coescrit amb Ester Xargay (Lleida: Pagès Editors, 1997), ISBN  978-84-7935-456-5.
- No em cap al cap (Palma: Perifèrics / Baltar, 2000), ISBN 9788495572011.
- Hi ha un diari sota l'estora (Palma: El Tall Editorial, 2000), ISBN 9788487685842.
- Fer safor, Jardins de Samarcanda 24 (Vic/Barcelona: Cafè Central i Eumo Editorial, 2001)
- Cabrafiga, col·lecció Prima Matèria 24 (Vic: Emboscall, 2002)
- Metafonia (Deslectura de Paul Celan) (Barcelona: Cafè Central, 2003)
- Com aquell qui diu, Prima Materia 39 ([Vic: Emboscall, 2004), ISBN 9788496253735.
- Ad Libitum, col·lecció P... Poesia al Cànter 2 (Girona: CCG Edicions, 2004), ISBN 9788495483966.
- Ho vaig fer fer, col·lecció Black Mountain 2 (Barcelona & Vic: Cafè Central & Emboscall, 2004), ISBN 9788496443051.
- M'he menjat una cama, Premi de poesia "Cadaqués a Rosa Leveroni" 2003 (Barcelona: Edicions Proa, 2004), ISBN 9788484376910.
- Coma induït, Jardins de Samarcanda 43 (Vic/Barcelona: Cafè Central i Eumo Editorial, 2007), ISBN  9788497662116.
- Zooflèxia (el bestiari més veritable de tots), coescrit amb Ester Xargay, amb dibuixos de Mariona Millà. (Barcelona: March Editor, 2007), ISBN 9788496638099.
- Fissura, llibre 'migpartit': mig llibre de poemes seus, i l'altra meitat d'Ester Xargay, amb vídeo de Nora Ancarola i imatges de Marga Ximenez, (Barcelona: Edicions 1010, 2008) - edició artesana de tiratge limitat, edició de bibliòfil.
- Ni poms ni pomes ni formigues, amb el matemàtic i especialista en computació estadística i gràfics dinàmics Frederic Udina (DaVinci Escola d'Art: Barcelona, 2009) - encreuament de disciplines: fórmules matemàtiques i les seves conclusions llògiques traduïdes a l'hacmorià, tot enquadernat rústegament, edició artística.
- Regoc (Lleida: Pagès Editors, 2009), ISBN 978-84-9779-755-9 - reedició d'Agoc i De tranuita.
- Himnes del no-ésser (Barcelona: March Editors, 2009), ISBN 9788496638204.
- Sí fa que sí (Ciutat de Mallorca: Lleonard Muntaner, Editor, 2011), ISBN 978-84-15076-78-0.
- Filacteri d'infrallengua (Tarragona: Arola Editors, 2011), ISBN 9788415248002.
- Dietari del pic d'estiu, (Barcelona: Edicions 62, 2012), ISBN 9788429770636 - premi de poesia dels Jocs Florals de Barcelona 2012.[7]
- I això no cal (Barcelona: Associació Cultural de Poesia Pont del Petroli, 2013) [amb Eugenio Tisselli].
- No ben bé (Sant Celoni: Tushita Edicions, 2016), ISBN 9788494459047.
- Tant per tant, subpoemes (Juneda: Editorial Fonoll, 2017), ISBN 978-84-946447-7-1.

### Antologat com a poeta a
- Bouesia 2006. Regsexcital de bouversos, on escriu també el pròleg, "Bouteoria de la bouesia". Dàctil Poesia 25 (Tarragona: Arola Editors, 2006), ISBN 978-84-96639-20-1.
- Poesies amb suc. Antologia de poesia per a infants, a cura de Miquel Desclot, amb il·lustracions de Mercè Galí. Barcelona: La Galera, 2007 - amb mes de 80 autors de tot el món: catalans, anglesos, bascos, italians, etc. ISBN 9788424628321
- Bouesia 2007. Les vaques magres, on escriu també el pròleg, "Fenomenologia de la bouesia". Dàctil Poesia 29, Arola Editors, Tarragona, 2008. ISBN 978-84-92408-31-3
- Trobada de poetes per la pau. Homenatge a Yael Langella. Institut d'Estudis Ilerdencs, Lleida, 2008. ISBN 9788496908116
- Каталонська поезія: Естер Шарґай, Енрік Казасес, Бланка Ллюм Відал, Карлес Ак Мор / Poesia catalana: Ester Xargay, Enric Casasses, Blanca Llum Vidal, Carles Hac Mor, antologia bilingüe publicada en ocasió de la gira poètica d'aquests escriptors per Ucraïna el 2009. Traduccions d'Andríi Antonovskyi i Catalina Girona. Halyna Pytuliak, Lviv, Krok Edicions, Ternópill i Institut Ramon Llull, 2010
- etc.

### Assaig, o Poeso-assaig, o Assaig-ficció
- La lírica d'Arthur Cravan (Sabadell: Eczema Edicions, 1984)
- Ut poesis pictura?, conferència, separata. Dins: DD.AA.: Curs Ut pictura poesis. Com la pintura, així és la poesia (Barcelona: Fundació La Caixa, 1988), pp. 7-20 - premi Espais a la creació i la crítica d'art.
- La comèdia d'un incest (1989)
- Despintura del jo (València: 3i4 / Eliseu Climent Editor, 1998), Premi Joan Fuster d'assaig
- Converses. Carles Hac Mor i Antoni Clapés Arxivat 2008-09-08 a Wayback Machine. (2 volums, Cafè Central, Emboscall i H-AAC, 2006)
- Enderroc i reconstrucció, amb imatges de coberta de David Ymbernon (Tarragona: Arola Editors, 2007)
- Accions paraparèmicament ictòpiques de Jordi Benito, amb imatges de Vicenç Viaplana (Granollers i Camallera: Museu de Granollers i Nau Côclea, 2011).[8]

### Novel·la, "antinovel·la"
- La fi del món, novel·la-plus-poema experimental paraparèmica (Barcelona: Editorial Empúries, 1994)
- Carabassa a tot drap, o Amor lliure, ús i abús, novel·la experimental de caràcter caòtico-rocambolesc filosofal, coescrita amb l'Ester Xargay (Lleida: Pagès Editors, 2001), ISBN 978-84-7935-832-7.

### Relats
- No eixuguis els plats (Lleida: Pagès Editors, 2013), ISBN 978-84-9975-324-9 - VII Premi 7lletres 2012.

### Obres de teatre
- Llevant, pluja al davant (1990), drama, Companyia Teatre de L'Impossible.
- Tirant lo Blanc la, o La perfecció és feixista, o La construcció del socialisme, drama coescrit amb l'Ester Xargay (Barcelona: Entreacte, Editorial AADPC, 2000)

### Obres completes
- Obra completa punt u, edició de Xavier García López, pròleg de Jordi Marrugat i Domènech. Biblioteca de la Suda. Transvària 17 (Lleida: Pagès Editors, 2011), (ISBN 978-84-9975-166-5) - inclou textos impresos en paper del 1977 fins al 1992.
- Obra completa punt dos, edició de Xavier García López, epíleg de Manuel Guerrero i Brullet, il·lustració de la coberta d'Àngel Jové, il·lustracions interiors de Benet Rossell. Biblioteca de la Suda. Transvària 24 (Lleida: Pagès Editors, 2018), (ISBN 978-84-9975-954-8) - inclou textos impresos en paper del 1993 al 98. No inclou textos inèdits, ni publicacions en revistes o diaris, que s'inclouran en un altre volum, ni tampoc publicacions digitals o en altres suports.

### Traduccions del francès
- L'avidesa de llurs ulls (L'avidité de leurs yeux), poesia, de Gilbert Lascault. Juntament amb l'Ester Xargay, amb dibuixos de Benet Rossell. Edicions Cafè Central, Barcelona, 1995
- Pensaments (Pensées), filosofia, de Blaise Pascal (1623-1662). Juntament amb l'Ester Xargay. Becats per la Institució de les Lletres Catalanes el 1998. En procés de publicació.
- La vida en comú (La vie commune), filosofia, de Tzvetan Todorov. Juntament amb l'Ester Xargay. Edicions 3 i 4 / Eliseu Climent Editor, València, 1999
- Nucli de l'infinit (Noyau de l'infini) i L'illa invisible (L'île invisible), poesia, de Pic Adrian. Juntament amb l'Ester Xargay. Edicions Cafè Central / Eumo Editorial, Barcelona, 1999.
- Cent bilions de poemes (Cent mille milliards de poèmes, de 1961), de Raymond Queneau. Traduït en conjunció amb l'Ester Xargay, pel programa d'ordinador concebut per Eugenio Tisselli especialment per a aquest poema. Estan penjats a la pàgina de Queneau a propost.org Arxivat 2008-09-07 a Wayback Machine.

### Guions de ficció
- La donzella de la costa de Llevant. Televisió: DCO i TV3
- Barcelona Sud (amb Jordi Cadena Casanovas). Cinema: Figaró Films, 1980 (llargmetratge)
- És quan dormo que hi veig clar (amb Jordi Cadena Casanovas, Manuel Valls, Albert Mauri). Cinema: Septimània Films, 1988 (llargmetratge)
- Càpsula poca-solta (1998), guió televisiu (amb Ester Xargay i Bàrbara Raubert) pel programa "Magazine", de BTV (Barcelona Televisió), 1998

### Vídeocreació
- Fuga, peça de vídeoart, amb Eugènia Balcells i Eugeni Bonet, 1979.[9]
- Pujar i baixar, videoinstal·lació, amb Eugènia Balcells, 1990.
- Paraparèmies, desplaçaments, cosificacions, juntament amb l'Adolf Alcañiz, la Barbara Held i l'Ester Xargay, 1999. (Premi de creació audiovisual de Navarra, 1999)
- Sextina al microscopi, junt amb l'Ester Xargay, 2003
- Elucubració a duo feta als magatzems del MACBA. Fèlix Fanés i Carles Hac Mor, 74'12", 2009 - entrevista feta expressament per a la mostra de vídeo d'autor a la Mediateca del CaixaForum, realització d'Adolf Alcañiz, Carles Hac Mor i Ester Xargay.

Vídeos de Carles Hac Mor projectats a la mostra de vídeo d'autor, "Del concepte a la imatge", cicle de vídeo concebut per Adolf Alcañiz, Carles Hac Mor i Ester Xargay, a la Mediateca del CaixaForum, 16 al 20 de maig del 2009:
- Nihil, 3'58", 1973-2008
- No, 3'33", 1973-2008
- Iconoclàstia, 1'26", 1974-2008
- Tu en tens la culpa, l'ou com balla i el corredor, 1'28", 1975-2008
- Ponent somordo, 4'56", 1983
- Poca solta, 4'20, 2000
- Sense títol, 2'08", 2000
- És recollidor de branquillons, 4'58", 2000
- Profetes, 2'12", 2002
- De rerum natura, 2'53", 2004
- Invocació, 4'02", 2008
- Il·lacions, 2'12", 2008

### Antologat en CD / DVD (com a poeta i/o rapsode) a
- Videopoesia catalana del segle XX, antologia realitzada per Habitual Video Team (Lis Costa i Josep M. Jordana), Propost.org, 2001
- PEVB - Poesia en Viu a Barcelona (1991-2003), Projectes poètics sense títol - propost.org amb el suport d'Habitual Video Team, Barcelona, 2004
- Poeta s e s, poesia musicada i recitada per Juan Crek, La Olla Expréss, 2006. Inclou poemes de Carles Hac Mor, Ester Xargay, Enric Casasses, Eli Gras, Pau Riba, Elena Val, Víctor Nubla, Adela de Bara, i molts d'altres.
- PROPOSTA 2000-2004 (festival internacional de poesies + polipoesies), realització: Josep Maria Jordana, coordinació: Eduard Escoffet i Habitual Video Team (Lis Costa & Josep M. Jordana), Projectes poètics sense títol - propost.org 2006

### Actor
- Fuga, peça de vídeoart del 1979, amb Eugènia Balcells i Eugeni Bonet, on apareix en CHM junt amb tres altres persones.
- Cravan vs. Cravan (2002), d'Isaki Lacuesta; música de Víctor Nubla, amb una cançó de Pascal Comelade. Apareix com a personatge (fent d'ell mateix), juntament amb l'Ester Xargay, l'Enric Casasses, en Frank Nicotra, l'Eduardo Arroyo, la Maria Lluïsa Borràs, en Marcel Fleiss, la Marian Varela, l'Adelaida Frias Borràs, en Merlin Hollanden, en Bernard Heidsieck, en Juli Lorente, Le Cirque Perilleus, Le Diablo Mariachi, en Pierre Pilatte, l'Humberto Rivas i d'altres.[10]
- L'edat de pedra (2013, durada: 23'40"), de Lluís Calvo amb Ester Xargay. Fa de personatge en aquest curtmetratge experimental.[11][12]
- Murieron por encima de sus posibilidades (2014), d'Isaki Lacuesta, amb música d'Albert Pla i Judit Farrés. Fa de boig en un manicomi junt amb altres del repartiment de bojos, com ara Ricardo Aguilar, José Angel Alcalde, Omar Al-Aljani, Vicenç Altaió, Jordi Ambrós, Marcel·lí Antúnez, Manel Bayo, Eudald Camps, Josetxo Cerdán, Pascal Comelade, Eduard Escoffet, Antonio Escribano, Jaume Fonalleras, Clara Garí, Josep Maria Fonalleras, Gerard Gil, Manel Guerrero, Sofia Marquès, Miquel Morey, Jordi Picatoste, Pep Prieto, Prudi (de Don Simón & Telefunken), Jep Soler, Pep Taberner i Ester Xargay, entre d'altres.[cal citació]

### Exposicions (i els seus catàlegs) de o sobre l'autor
- L'avançada de Nothung. Espai 10 de la Fundació Joan Miró. Performance. Entre les presències que l'animaven hi havia un cavall blanc, un pianista que accionava un piano de cua i l'aplicació de pintura i agulles hipodèrmiques a un jove, una mena de Sigfrid wagnerià, assistit per dues figures femenines en un camí simbòlic cap a la mort. En aquest cas, l'assistència, segons la premsa, va pujar a unes cinquanta persones.[13]
- Eugènia Balcells i Carles Hac Mor. Pujar i Baixar. "Anar i Tornar". 1991. Espai obert a la creació contemporània. Col·legi d'Aparelladors Tècnics de Barcelona. Col·lecció de l'Ajuntament de Barcelona.[14]

- Grup de Treball, Museu d'Art Contemporani de Barcelona (MACBA), 10 de febrer a 11 d'abril de 1999.[15]

- Homenatge a Carles Hac Mor i Ester Xargay, exposició bibliogràfica retrospectiva, i activitats paral·leles (incloent el "Congrés paraparèmic" i el recital multitudinari-homenatge "Poecóc · Enhacmora't o Enxargaia't") en homenatge a Carles Hac Mor i Ester Xargay, nomenats "escriptors residents" durant el Festival "Setmana de Sant Jordi - Literathä", organitzat per Xavier Garcia (direcció literària, Pagès Editors) amb l'ajuda del poeta Francesc Gelonch, i altres. Tàrrega, 20 a 26 d'abril (setmana de Sant Jordi), 2009.[16][17]
- Del concepte a la imatge: Francesc Abad, Carles Hac Mor, Pere Noguera, Benet Rossell i Vicenç Viaplana, cicle de vídeo concebut per Adolf Alcañiz, Carles Hac Mor i Ester Xargay, a la Mediateca del CaixaForum, 16 al 20 de maig del 2009.[18][19]
- Epítom Carles Hac Mor. El poeta és un ésser humà en procés d'esdevenir ca. Ferran Garcia Sevilla-Carles Hac Mor-Ester Xargay., catàleg publicat amb motiu de l'exposició homònim a l'Institut d'Estudis Ilerdencs (IEI) de Lleida (el 29 de juliol al 17 d'octubre del 2010), amb textos de Carles Hac Mor, Josep Miquel Garcia, Jordi Marrugat i Lluís Calvo. Lleida: Institut d'Estudis Ilerdencs, 2010.[20]
- Epítom Carles Hac Mor. La perfecció és feixista, amb la participació de Nora Ancarola, Eugènia Balcells, Carles Hac Mor, Anselm Ros, Ester Xargay i Marga Ximenez, MX Espai, Barcelona, del 4 de novembre al 17 de desembre del 2010.[21]

### Crítica literària sobre l'autor

#### en format llibre
- Jordi Marrugat, La revolució com a origen de l'escriptura de Carles Hac Mor i l'escriptura de Carles Hac Mor com a origen de la revolució, il·lustració de coberta de David Ymbernon. Tarragona: Arola Editors, 2009.[22]

## Premis i reconeixements[23][6]
- 1988 - Premi Espais a la creació i la crítica d'art, de la Fundació Espais d'Art Contemporani de Girona: Ut poesis pictura?.
- 1998 - Premis Octubre - Joan Fuster d'assaig: Despintura del jo.
- 2003 - Premis Literaris de Cadaqués - Rosa Leveroni de poesia: M'he menjat una cama.[24]
- 2012 - Premi de Poesia dels Jocs Florals de Barcelona: Dietari del pic de l'estiu, publicat el mateix any per Edicions 62 com a part del premi.[25]
- 2012 - VII Premi 7lletres: No eixuguis els plats[26] (Nota: “7lletres. El premi literari i més coses”, és una iniciativa del Consell Comarcal de la Segarra, el Centre Municipal de Cultura de la Paeria de Cervera i la Fundació Pedrolo.)
- 2016 - XVI Premi Jaume Fuster de l'Associació d'Escriptors en Llengua Catalana: a la seva trajectòria. Atorgat a títol pòstum.[27]